# S/S Chapman
S/S Chapman var en skonertriggad hjulångare med järnskrov som byggdes vid Motala varv i Norrköping 1858. Hon hade en längd av 61,25 meter och en bredd av 8 meter. Maskinstyrkan var på 180 indikerade hästkrafter och dräktigheten var på 438 registerton.
Chapman hade en ovanlig konstruktion med ett roder även i fören. Hon beställdes av Gefle Ångfartygsbolag och kom 1858-1898 att gå på traden Stockholm-Gävle. Vissa år kom hon dock att gå sträckan Köpenhamn-Örnsköldsvik och 1867 gick hon på rutten Göteborg-Stockholm-Gävle. 1869 byggdes Chapman om på Södra varvet i Stockholm och skovelhjulen ersattes då av dubbla propellrar. Samtidigt byttes ångmaskinen mot en modernare om 480 indikerade hästkrafter. Fartyget såldes 1873 till F. von Südow och kort därefter till Ångfartygs AB Union med som huvudägare André Oscar Wallenberg och fortsatte att trafikera linjen Göteborg-Stockholm-Norrland. 1886 övertogs Chapman av Ångfartygsbolaget Södra Sverige men fortsatte att trafikera samma rutt. 1901 såldes hon till Stockholms Transport- och Bogserings AB och byggdes i samband med det om till lastfartyg. 1902 förliste hon utanför Gotska Sandön.